# جامعة كابيلانو
جامعة كابيلانو هي جامعة عامة في كندا تأسست عام 1968. تقع في مدينة نورث فانكوفر.